# 夜行 (小説)
『夜行』（やこう）は、森見登美彦による日本の小説。連作怪談集。第156回直木三十五賞候補、第8回山田風太郎賞候補、第14回本屋大賞候補、第7回広島本大賞受賞作。

## 概要
10年前に起きた失踪事件以来の再会をはたした英会話スクールの仲間たちが、謎の銅版画「夜行」にまつわる旅先での出来事を打ち明ける怪奇譚。
『STORY BOX』（小学館）2009年8月号から12月号、2010年5月号から8月号に掲載された9編、『STORY BOX別冊「青森へ」』（小学館） 2010 Nov.に掲載された1編を再構成したものを全面改稿し、2016年10月19日に同社から単行本が刊行された。
2019年10月4日には小学館文庫版が刊行された。また、2025年1月にはイラストレーター・るるてあによる新カバーの文庫版が発売された。

森見は本作と『聖なる怠け者の冒険』、『有頂天家族 二代目の帰朝』の3作品を作家生活10周年記念作品と位置付けている。

## 制作背景
本作執筆のきっかけは担当編集者との鉄道旅行で、仕事とは関係なく各地を巡る中で、「旅先の怪談」を書くことを思いついた。怪談となったのは、その当時明朗な作品が続いたことから、バランスを取るのに差別化を意識したためで、『きつねのはなし』以来の怪談的要素を含む作品となった。
当初、独立した短編として執筆していたが、雑誌連載版は荒涼とした救いのない作品で、単行本化にあたり読後感の良いものにしようと知恵を絞り一つの物語へ再構成されている。物語の鍵となる銅版画『夜行』の着想は、京都国立近代美術館で見た長谷川潔の作品に由来し、永遠の夜を連想させるようなその不思議な絵が、本作を書くイメージの元となった。また、作中の銅版画家・岸田の暗室のエピソードは、画家だったミヒャエル・エンデの父が、アイディアが降りてくるまでじっと真っ暗な暗室の中で待っていたというエピソードがモチーフとなっている。岸田という名は洋画家の岸田劉生からとられている。
森見は京都の夜の情景や、日常と「向こう側」の境界が曖昧になる場面に着目し、それを「お祭り」「宴会」「夜」というテーマで描写している。この発想は、幼少期の記憶や京都特有の雰囲気、さらに『有頂天家族』を執筆した経験から培われたと回想している。また、本作では、登場人物の「影」の部分や未解明の要素を中心に据え、それらが作品全体のミステリー性を強調している。
文体については、過去作品の饒舌体とは対照的に、最小限の言葉で「行間」を活かす書き方で余白を残し、読者の想像力を刺激する表現を追求した。物語の構造に関しては、「旅先の夜に日常の影に追いつかれる」というテーマを基盤とし、試行錯誤の末に作品を組み立てたという。
本作は森見にとって京都との新たな関係性を探る作品でもあり、東京で生活していた時期の視点を取り入れ、馴染み深い京都を「見知らぬ街」として描写し、個人的な巡礼のような意味合いも込められている。
森見は連載を抱えすぎ、体調不良に陥ったこともあり2011年にすべての連載や単行本化の改稿を一時中断しているが、中断した作品の中で後日完成させたものは『聖なる怠け者の冒険』、『有頂天家族 二代目の帰朝』、本作『夜行』、『熱帯』の4作品のみで、これらの完成をもって2011年の後始末がようやく終わったと語る。

## あらすじ
冒頭
大橋は10年ぶりに「鞍馬の火祭」を見物に行こうと、大学時代に通っていた英会話スクールの仲間たちに連絡を取り、10月下旬に京都に集まる。
東京から京都へと到着した大橋は10年前「鞍馬の火祭」の夜に失踪した長谷川さんとよく似た女性を見かけ、跡を追って高倉通に面した店に入る。そこは「柳画廊」というギャラリーで、大橋はそこで彼女を見失うが、ショーウィンドウには岸田道生という画家による銅版画「夜行 -鞍馬-」が飾られていた。黒々とした夜の立木の向こうを駆け抜けていく列車に呼びかけるように右手を挙げる女性が描かれており、大橋は妙に心惹かれる。
貴船にある宿で仲間たちは再会し、近況を語り合うなか、大橋は画廊に消えた長谷川さんに似た女性や、不思議な銅版画「夜行」について語る。
すると最年長の仲間である田辺も行き違いで柳画廊を訪れていたことや、一番年下の武田、紅一点の藤村、仲間内の中心人物である中井も岸田道生の「夜行」について心当たりがあることが分かり、雨が降りしきる中、彼らはそれぞれ「夜行」にまつわる旅先での出来事を語り始める。
第一夜 尾道
5年前の5月中旬、中井は失踪した妻を探しに尾道を訪れるが、妻は高台の一軒家にある雑貨店「海風商会」に住み込みで働いているという話だけが手がかりだった。寂れた一軒家には妻にそっくりな女性がいたが店はすでに廃業しており、彼女は2階に上がると応答がなくなる。異様な状況に戸惑う中井は一軒家を抜け出し、かつて向島の実家に帰省していた長谷川さんを訪ねて尾道を旅行したことを思い出しながら宿泊先のホテルを目指す。
中井はホテルのロビーで岸田道生の銅版画「夜行 -尾道-」を目にし、描かれている坂道に立つ顔のない女性に、不気味な魅力と懐かしさを感じる。
中井は寝室で先ほどの一軒家の女性から助けを求める電話を受け、駅前の寿司屋で待ち合わせをすることになる。しかし中井のもとに現れたのは一軒家の女性の夫であるホテルマンで、彼との口論の末に2階に籠る一軒家の女性は、去年、夜行列車が走る線路に飛び込んだことが明かされる。
その後、中井は妻からの助けを確信し再び高台の一軒家を目指すが、道中でホテルマンに襲われ首を絞められる。手元にあった瓦の破片でホテルマンのこめかみを殴りつけ中井は難を逃れると、そこに中井の妻が現れ一軒家の2階にいたと告げられる。中井は返り血に染まった手を妻に握られ、一軒家へと戻っていく。
第ニ夜 奥飛騨
4年前の11月、武田は勤め先の先輩・増田、その彼女の美弥、美弥の妹・瑠璃たちと飛騨高山への旅行中、車が故障したミシマという初老の女性をレンタカーに同乗させる。彼女は人相から人の未来を見通せる力を持ち、2人に死相がみえるので引き返すよう警告するが、武田たちは松本へ向う。
松本で美弥の大学時代の先輩・内海が営む民芸品店を訪ねると、美弥と険悪なムードとなった増田は店を抜け出し、瑠璃もその後を追う。武田は2人を見つけた喫茶店で岸田道生の銅版画「夜行 -奥飛騨-」を目撃し、描かれたトンネル手前の女性の姿が美弥に似ていると感じ、背筋に寒気を覚える。
その後、男性陣は鉄道で、女性陣はレンタカーで猪谷駅を目指し別行動をとる。女性陣の到着が遅れ、武田はミシマの予言や6年前に失踪した長谷川さんのことが頭をよぎり不安になるが、日が沈みきったころ美弥たちは駅に到着する。増田がレンタカーの運転を代わり奥飛騨の宿を目指す途中、武田はトンネル手前に佇む白い服を着た美弥と後部座席で寝息を立てる美弥とを同時に目にする奇妙な体験をする。宿に到着すると美弥が行方不明となり、瑠璃は姉が死相の予言通り死んだと告げる。増田も美弥を探しに出かけたまま戻らず、宿には人の気配がなくなる。瑠璃は武田に「ここが本当に奥飛騨だと思っているの」と問いかける。
武田は温泉に入り、今日の出来事を回想し、どこかで道を踏み外したと考える。武田は露天風呂で人影を見つけ確認するとそれは美弥で、彼女が無言で隣に座り肩に頬を寄せると、こんなふうに身体を寄せ合うのは久しぶりだと感じる。
第三夜 津軽
3年前の2月、藤村玲子は夫とその同僚・児島とともに寝台列車「あけぼの」で青森へ向かう。越後湯沢付近で雪景色を眺めながらワインを酌み交わしていると、パッと昼のように明るくなり、児島は「燃える一軒家のそばに立つ女性」を見たと語る。玲子はその情景が脳裏に浮び、寝付けず深夜にトイレへ向かうと児島を目撃する。彼も「燃える家」が頭から離れず眠れないと吐露する。
翌朝、津軽鉄道のストーブ列車で津軽中里駅に到着し、児島から「少し歩いてみませんか」と提案され、三角屋根の一軒家にたどり着く。その家は玲子と児島が銀座の画廊で見た銅版画「夜行-津軽-」に描かれた家に酷似していた。藤村夫婦が雪をしのいでいる間に児島は姿を消し、連絡が取れなくなり2人はしかたなく駅に引き返す。そんな中、玲子はふと自分の小学生のころの友人・佳奈ちゃんを思い出す。
児島からあとで合流すると連絡があり、藤村夫妻は三内丸山遺跡へ観光に向かう。そこで玲子は児島に手を引かれる佳奈ちゃんの姿を目撃するが、夫や案内人には見えていない。ホテルで玲子は夫に、自分の心の拠り所だった佳奈ちゃんと疎遠となり、最後には学校に来なくなったと打ち明ける。
玲子は「あの家に火をつけたのは私だ」と確信し、市場で見かけた佳奈ちゃんを追うが、夫から「佳奈ちゃんは君が作り出した友人だ」と説得される。しかし玲子はそれを拒否し、市場の裏手に三角屋根の一軒家を見つける。家は窓が内側がまるで燃えているような不気味な光を放っていた。
第四夜 天竜峡
2年前の春、田辺は伊那市の伯母夫婦や従姉夫婦を訪ねた帰り、飯田線の伊那市駅で乗り合わせた女子高生と中年の坊さんに興味を持つ。坊さんは読心術ができると称し、女子高生が下車する駅を言い当てるゲームをしていたが降参する一方、田辺には「夜の家」があなたの人生を暗くしていると告げる。田辺は亡き友である銅板画家の岸田道生や、彼のアトリエ「岸田サロン」で過ごした夜の日々を思い出す。
女子高生が席を外した隙に、坊さんは自分が偽坊主であることを明かす。列車が天竜川の河川敷を渉ると、坊さんはかつて岸田サロンを訪れていたことをほのめかし、田辺は彼が岸田サロンに出入りしていた忌み嫌らっていた佐伯であることを思い出す。
天竜峡駅に着くと、田辺は佐伯と知り合った岸田サロンのことを女子高生に教え、読心術がデタラメなことをばらす。女子高生が佐伯が持つ銅版画「夜行 -天竜峡-」に描かれた女性について質問すると、佐伯はそれは「妄想の女」と説明し、岸田が「夜行」を制作した末に命を落としたことを明かす。しかし、女子高生の鋭い問いかけにより、佐伯はその「夜行」を盗み出した過去を暴かれ、恐怖に囚われた様子で山間の無人駅で下車する。
田辺は女子高生が「妄想の女」そのものだと気づく。岸田が亡くなったあの春の夜、自分がアトリエの暗室で何かを見た記憶が曖昧なことを思い出し、これまでの日々が暗室の中での続きであったと悟る。女子高生は田辺に微笑みながら「わたしたちはずっと一緒だった」と告げる。
最終夜 鞍馬
大橋たちは雨上がりに「鞍馬の火祭」を見物に行くが、祭りはすでに終わっていた。徒歩で宿に戻る途中、大橋は叡山電鉄の光景に画廊で見た岸田道生の銅版画「夜行 -鞍馬-」を思い出す。岸田は10年前、長谷川さんの失踪と同時期に「夜行」を創作し始めたが、対となる作品「曙光」は誰も見たことがないという。そんな中、大橋ははぐれた仲間と連絡が取れず、宿からも予約がないと言われ、途方に暮れる。
大橋は現実感を取り戻そうと鴨川デルタに向かい、長谷川さんの「世界はつねに夜なのよ」という言葉を思い出す。その後、中井から電話が入り、河原町三条のバーで彼と再会すると、10年前に失踪したのは長谷川さんではなく自分だったと知らされる。大橋は「夜行」の謎を追い柳画廊を訪れるが、代わりに「曙光 -鞍馬-」が展示されていた。岸田が存命と知った大橋は、出向いた岸田邸で岸田の妻となった長谷川さんと再会する。
岸田は、英国留学から帰国後、尾道で赤いマフラーをまく女子高生と出会い、その思い出から「曙光 -尾道-」を創作したと明かす。そして10年前、岸田はその尾道の女子高生 ―長谷川さん― と鞍馬の火祭の夜に再びめぐり逢えたのだと語る。長谷川さんが失踪した瞬間が「曙光」の始まりであり、「夜行」の始まりでもあった。大橋は「曙光」の銅版画が朝から夜へと変化するのを目の当たりにすると、長谷川さんたちの声が途絶え始める。
気づくと大橋は荒廃した岸田邸に一人座っており、目前に「夜行 -尾道-」の銅版画が残されていた。岸田や長谷川さんが別世界で生きていると感じた大橋は岸田邸を後にし、賀茂川沿いを歩きながら中井に「おはようございます」と電話するその声とともに、東山の空には曙光が射しこんでいた。

## 登場人物

### 主要人物
大橋（おおはし）
大学2回生のころ、京都の英会話スクールに通っていた男性。東京在住。
京都の英会話スクールに通っていた仲間たちを、10年ぶりに「鞍馬の火祭」の見物に誘う。
中井（なかい）
水道橋のマンションに妻と二人暮らしの男性。面倒見のいい人物。九州出身。
英会話スクールに通っているころは、修士課程の大学院生だった。
武田（たけだ）
科学技術系の出版社の社員。仲間内で一番年下の男性。
英会話スクールに通っていたころは、大学1回生だった。
藤村 玲子（ふじむら れいこ）
銀座の画廊に勤務する女性。幼いころは海外暮らしの帰国子女で、小学3年生の春に東京近郊の町に移り住んで育つ。
今回集まった仲間内で紅一点。英会話スクールで出会った長谷川より下の学年で、2人で美術館巡りをするなど親しくしていた。
田辺（たなべ）
豊橋にある実家が営む家具店の店員。中井より2歳年上で、仲間内で最年長の男性。無精髭。大橋と同じく「柳画廊」に立ち寄っていた。
英会話スクールに通っていたころは某劇団に所属する劇団員で、父の友人が経営する夷川通りの家具店でアルバイトをしていた。
長谷川（はせがわ）
10年前、「鞍馬の火祭」の見物中に忽然と姿を消し、それ以来行方不明の国文科の女学生。向島出身。
英会話スクールに通っていたころは大学2回生だった。
岸田 道生（きしだ みちお）
銅板画家。銅版画の連作「夜行」の作者。東京の芸大を中退後、英国の銅板画家に弟子入りし腕を磨く。
郷里の京都にアトリエをかまえ昼夜逆転の生活を送り「夜行」を制作していたが、7年前の春に亡くなる。

### 第一夜 尾道
中井の妻
5年前の5月中旬、何の連絡も告げず突然尾道に向かう。
中井からの電話に、尾道では高台にある古い一軒家に滞在し、知り合いの女性が経営する併設された雑貨店「海風商店」を手伝っていると明かす。
「海風商店」の女性店主
尾道の高台の一軒家に住む中井の妻とよく似た女性。中井の妻の知り合いのはずが、尋ねて来た中井に彼の妻を知らないと告げる。
のちに中井が宿泊したホテルの従業員の妻であることが明らかとなる。
ホテルマン
中井が尾道で宿泊したホテルの従業員。「海風商店」の女性店主の夫。一軒家から妻は出ていき、暮らしているのは自分だけだと中井に明かす。

### 第二夜 奥飛騨
増田（ますだ）
武田の勤務先の先輩。30代の男性。
旅先で美弥と喧嘩して険悪なムードにならないよう、飛騨高山への旅行に武田の同行を求める。
川上 美弥（かわかみ みや）
増田の恋人。名古屋の芸大出身。気が強い性格。
川上 瑠璃（かわかみ るり）
美弥の妹。姉のマンションに同居し、都内の大学に通う学生。気が弱い性格。
ミシマ / 三島 邦子（みしま くにこ）
岡谷出身で松本に暮らす初老の女性。顔を見るとその人の未来や死相がみえるという。
レンタカーへ同乗させてくれた武田たち一行の2人に死相が出ているので東京に引き返すように警告する。
ミシマの甥
講演会へ叔母を送る途中にミニバンが故障し立ち往生していた背広姿の男性。
通りかかった武田たちに叔母を市内まで送り届けて欲しいと助けを求める。
内海
飛騨高山で民芸品店を営む美弥の大学時代の先輩。浅黒く精悍な男性。名古屋の芸大出身。

### 第三夜 津軽
玲子の夫
鉄道好きで年に1、2度は友人や玲子を交え鉄道旅行に出かける。
児島（こじま）
玲子の夫の同僚。玲子が弟のように感じる人物で、勤務先の銀座の画廊で開かれた岸田道生の個展に来てくれたこともある。
佳奈（かな）
玲子の小学生のころの友人。 帰国したばかりで日本の学校に馴染めなかった玲子と「絵を描く」という共通の楽しみで親しくなる。

### 第四夜 天竜峡
女子高生
伊那市の高校に通う2年生。赤いマフラーをまき、小さなスヌーピーのヌイグルミがぶら下げたリュックを抱えている。
田辺にどこまで乗車するのか行き先を尋ねてくる。
佐伯（さえき）
頭を剃った中年の坊さん。黒衣をまとい革製の旅行鞄を抱え、平べったい風呂敷包みを携える。

### 最終夜 鞍馬
岸田の先輩
尾道の大学で美術科の講師をしている岸田の芸大時代の先輩。
母親を亡くし創作意欲を失った岸田を、尾道の美術館で開かれる教え子の卒業展に誘う。
女子高生 / 長谷川さん
尾道の美術館で岸田が出会った女子高生。赤いマフラーをまき、小さなスヌーピーのヌイグルミをぶら下げたリュックを背負っている。
その出会いから3年後、鞍馬の火祭の夜に岸田と再会する。大学卒業後は臨時講師を務め、その後、正式採用され国語教師となっている。
岸田の師匠
銅板画家。英国留学した岸田に、19世紀初頭に制作された銅版画のゴーストにまつわる逸話を教える。
柳（やなぎ）
高倉通に面した「柳画廊」の若い店主。30代ぐらいの背広姿の男性。

## 用語
夜行（やこう）
銅板画家・岸田道生による「尾道」「奥飛騨」「津軽」「天竜峡」「鞍馬」などのタイトルがつけられた48作からなる銅版画の連作。いずれの作品も天鵞絨のような黒の背景に白い濃淡だけで永遠に続く夜を思わせる風景に、目も口もないマネキンのような顔の髪の長い女性が手招きするように右手を挙げる姿が描かれている。
曙光（しょうこう）
「夜行」の対となる岸田道生による秘密の連作。ただ一度きりの朝を描いた作品。岸田の死後、遺品を整理したが関連するものは一切見つからなかった。

## 受賞・候補歴
- 2016年 第156回 直木賞候補[4]
- 2017年 第8回 山田風太郎賞候補[13]
- 2017年『本屋大賞』 候補[4] - 8位[14]
- 2017年 ダ・ヴィンチ プラチナ本オブ・ザ・イヤー2017 第1位[4]
- 2017年  第7回 広島本大賞受賞[4]

## 書誌情報
- 単行本：小学館、2016年10月30日発売[3]、ISBN 978-4-09-386456-5
- 文庫本：小学館文庫、2019年10月4日発売[4]、ISBN 978-4-09-406703-3

| タイトル      | 初出 |
| ------------- | --- |
| 第一夜 尾道   | 『STORY BOX』（小学館）2009年8月号 - 12月号[2] 『STORY BOX』（小学館）2010年5月号 - 8月号[2] 『STORY BOX別冊「青森へ」』（小学館） 2010 Nov.[2] |
| 第二夜 奥飛騨 | 『STORY BOX』（小学館）2009年8月号 - 12月号[2] 『STORY BOX』（小学館）2010年5月号 - 8月号[2] 『STORY BOX別冊「青森へ」』（小学館） 2010 Nov.[2] |
| 第三夜 津軽   | 『STORY BOX』（小学館）2009年8月号 - 12月号[2] 『STORY BOX』（小学館）2010年5月号 - 8月号[2] 『STORY BOX別冊「青森へ」』（小学館） 2010 Nov.[2] |
| 第四夜 天竜峡 | 『STORY BOX』（小学館）2009年8月号 - 12月号[2] 『STORY BOX』（小学館）2010年5月号 - 8月号[2] 『STORY BOX別冊「青森へ」』（小学館） 2010 Nov.[2] |
| 最終夜 鞍馬   | 『STORY BOX』（小学館）2009年8月号 - 12月号[2] 『STORY BOX』（小学館）2010年5月号 - 8月号[2] 『STORY BOX別冊「青森へ」』（小学館） 2010 Nov.[2] |

## 漫画
コミカライズ作品として『プチコミック増刊』（小学館）にて込由野しほによる作画でシリーズ連載された。

### 書籍情報（漫画）
- 森見登美彦（原作）、込由野しほ（作画）『夜行』小学館サービス〈フラワーコミックスα〉、全2巻（上下巻）
  1. 2019年10月4日[15]、ISBN 978-4-09-870675-4（上）
  2. 2019年10月4日[16]、ISBN 978-4-09-870674-7（下）

| タイトル      | 初出                       |
| ------------- | -------------------------- |
| 第一夜 尾道   | プチコミック増刊2017年夏号 |
| 第二夜 奥飛騨 | プチコミック増刊2017年秋号 |
| 第三夜 津軽   | プチコミック増刊2017年冬号 |
| 第四夜 天竜峡 | プチコミック増刊2018年春号 |
| 最終夜 鞍馬   | プチコミック増刊2018年夏号 |